# Fletcherana
Fletcherana ilà một chi bướm đêm thuộc họ Geometridae.

## Các loài
- Fletcherana giffardi (Swezey, 1913)
- Fletcherana insularis (Butler, 1879)
- Fletcherana leucoxyla (Meyrick, 1899)
- Fletcherana roseata (Swezey, 1913)